# ألم عضلي ليفي
الألم العضلي الليفي المتفشي أو الفيبرومالغيا هي حالة مرضية تتميز بانتشار ألم مزمن في أماكن متعددة من الجسم مع استجابة شديدة ومؤلمة عند الضغط.
هناك أعراض أخرى بالإضافة إلى الألم وهذا ما يدعو إلى إطلاق مصطلح «متلازمة الألم العضلي المتفشي» على هذا المرض. الأعراض الأخرى تشمل: الشعور بالتعب إلى حد التأثير في الأنشطة الاعتيادية، اضطراب النوم، تيبس المفاصل. وسجلت كذلك حالات تعاني من صعوبة في البلع، تشوهات المثانة والقولون ، نخز واخدرار واختلال معرفي. كثيرَا ما ترتبط الفيبرومالغيا بالظروف النفسية كالاكتئاب والقلق واضطرابات التوتر كاضطراب ما بعد الصدمة. لا يعاني جميع المصابين من كل الأعراض مجتمعة.
بالرغم من أن المسبب الدقيق للمرض مازال مجهولًا، ولكن يعتقد أنه ينتج من مجموعة عوامل نفسية، جينية، عصبية حيوية، وبيئية.
هناك أدلة تشير إلى أن العوامل البيئية وجينات محددة تزيد خطر الإصابة بمرض الألم العضلي المتفشي وهذه الجينات عينها مرتبطة أيضا بعدة متلازمات وظيفية جسدية أخرى والاضطراب الاكتئابي. العرض الرئيس في مرض الألم العضلي المتفشي وهو الألم الواسع الانتشار ينتج من اختلالات كيميائية عصبية تتضمن تفعيل أو تنشيط مسالك التهابية في الدماغ تؤدي إلى ترجمة الالم بصورة غير طبيعية. أدمغة الأشخاص الذين يعانون من الألم العضلي المتفشي تظهر اختلافات بنائية ووظيفية مقارنة بالأشخاص السليمين، ولكن كون هذه الاختلافات الدماغية هي المسببة لأعراض الفيبرومالغيا أو ناتجة عن سبب ضمني مجهول أخر يعد أمرًا غير واضح. هناك دراسات تقترح وجود علاقة بين هذه الاختلافات وتوتر في مرحلة الطفولة أو حالات التوتر المزمنة والشديدة.
تصنف الفيبرومالغيا كاضطراب مرضي من قبل معاهد الصحة الوطنية الأمريكية والكلية الأمريكية لطب الروماتيزم. وتوصف بأنها «متلازمة تحسسية مركزية» تنتج من تشوهات حيوية في الجهاز العصبي تؤدي إلى اختلالات في الألم واختلالات معرفية ومشاكل نفسية. بالرغم من هذا، لا يزال الجدل قائمًا حول سبب وطبيعة الفيبرومالغيا وكيفية وصف المصابين به من قبل المجتمع الطبي. د. فريدريك وولف، رئيس كاتبي مقالة 1990 التي قدمت أول تعريف للمبادئ التي يتم على أساسها تشخيص الفيبرومالغيا، ذكر أنه يؤمن بأن«أسباب الفيبرومالغيا مثيرة للخلاف والجدل بمعنى وبمغزى ما وأن هناك عوامل عديدة مسببة لأعراض المرض؛ منها النفسي والعضوي وأنها تكون بشكل متواصل ومستمر».
يقدر عدد المصابين بالفيبرومالغيا بنحو 2−8% من السكان وبنسبة وقوع بين النساء إلى الرجال 1:7 1:9 أي رجل لكل سبعة أو تسعة نساء مصطلح الفيبرومالغيا مشتق من اليونانية الحديثة حيث
Fibro- وتعني «النسيج الليفي الضام»
Myo- وتعني «العضلات»
Algos- وتعني «الألم»
وبذلك يصبح المعنى المباشر للمصطلح «ألم العضلات والنسيج الضام».

## التصنيف
تصنف الفيبرومالغيا على أنها اضطراب في ترجمة الألم بسبب تشوهات في كيفية فهم وتفسير الإشارات المتعلقة بالألم في الجهاز العصبي المركزي. الكلية الأمريكية لطب الروماتيزم تصنف هذه المتلازمة بأنها متلازمة وظيفية جسدية. أما الاتحاد الأوروبي للتصدي لأمراض الروماتيزم يصنفها على انها اضطراب عصبي حيوي ونتيجة لذلك يقوم حصرًا بدعم علم المعالجة الدوائية إلى حدٍ كبير. المراجعة العاشرة للتصنيف الدولي للأمراض تضع الفيبرومالغيا على قائمة «أمراض الجهاز الحركي والنسيج الضام» وأن بالإمكان تشخيصها، حيث أوضحت بأن متلازمة الألم العضلي الليفي المتفشي يجب أن تصنف كمتلازمة وظيفية جسدية بدلًا من اضطراب عقلي. بالرغم من أن الفيبرومالغيا عادةً ما تكون مصاحبة باضطرابات عقلية وبعض الاضطرابات الجسدية -كالقلق، الاكتئاب، متلازمة القولون المتهيج، متلازمة التعب المزمن- فإن التصنيف الدولي للأمراض يوضح بأن هذه الاضطرابات يجب أن تصنف بشكل منفصل.
قد تشير الاختلافات في الأعراض النفسية وأعراض الجهاز العصبي المستقل بين الأفراد المصابين إلى وجود أنواع فرعية من الفيبرومالغيا. وفق مراجعة تمت في عام 2007 تم تقسيم المصابين بالفيبرومالغيا إلى أربع مجموعات مع إمكانية المزج بينها:
1. حساسية شديدة للألم غير مصاحبة بحالات نفسية. قد تستجيب للأدوية التي تحبط مستقبلات (5HT-3)
2. فيبرومالغيا مصاحبة باكتئاب متعلق بالألم. (قد تستجيب الحالة لمضادات الاكتئاب).
3. اكتئاب يصاحبه متلازمة الفيبرومالغيا. (قد تستجيب الحالة لمضادات الاكتئاب).
4. حدوث الفيبرومالغيا بسبب الجسدنة. (قد تستجيب الحالة للمعالجة النفسية).

## العلامات والأعراض

مناطق الاصابة لدى الاناث

العلامات التي تعرّف متلازمة الألم العضلي المتفشي هي ألم مزمن واسع الانتشار، التعب، اضطراب النوم، ألم شديد عند الضغط اللمسي. بالإضافة إلى أعراض أخرى قد تشمل الشعور بوخز في الجلد (مَذَل)، تشنجات عضلية مطوّلة، وهن في الأطراف، ألم عصبي (اعتلال الأعصاب المحيطية)، انتفاض أو ارتعاش العضلات، الخفقان ، اضطرابات في وظيفة القولون.
العديد من الأشخاص يعانون من اختلال معرفي (يعرف باسم الضباب الليفي) والذي قد يتضمن اختلال في التركيز، مشاكل في الذاكرة القصيرة والطويلة الأمد، واستحصاف (عملية تثبيت المعلومات في الذهن) الذاكرة قصيرة الأمد، اختلال في سرعة الأداء، عدم القدرة على القيام بأكثر من مهمة في الوقت ذاته، إجهاد معرفي، تضاؤل فترة الانتباه. يصاحب الفيبرومالغيا عادةً قلق وأعراض اكتئابية.
من الأعراض الأخرى التي قد تسببها الفيبرومالغيا والتي قد تكون نتيجة مرض مصاحب: متلازمة ألم اللفافة العضلية أو ألم اللفافة العضلية المزمن، الشعور بوخز منتشر غير مرتبط بقطاع جلدي محدد، اضطرابات في وظيفة القولون ومتلازمة القولون المتهيج، أعراض بولية تناسلية، التهاب المثانة الخلالي، اضطرابات جلدية، صداع متكرر، انتفاضات متعلقة بالرًّمَع العضلي ونقص سكر الدم مصحوب بأعراض. بالرغم من أن الفييبرومالغيا تصنف وفقًا لوجود ألم واسع الانتشار، فإن الألم قد يكون محددًا في مناطق عدّة كالكتفين، الرقبة، أسفل الظهر، الورك، أو مناطق أخرى. الكثير من المصابين أيضًا يعانون من درجات متقاوتة من ألم اللفافة العضلية ولديهم معدلات عالية في الإصابة بخلل المفصل الصدغي الفكي المصاحب. 20%-30% من الأشخاص المصابين بالتهاب المفاصل الروماتيدي والذئبة الحمراء (ذئبة حمامية شاملة) قد يعانون أيضًا من الفيبرومالغيا.

## الأسباب
سبب الفيبرومالغيا مجهول ولكن تم تطوير عدة فرضيات من ضمنها «الإحساس أو التحسيس المركزي». تقترح هذه النظرية أن الأشخاص الذين لديهم الفيبرومالغيا لديهم عتبة تحمل أقل للألم بسبب زيادة نشاطية الخلايا العصبية الحساسة للألم في الحبل الشوكي أو الدماغ. غالبًا ما يتزامن حدوث ألم الاعتلال العصبي والاضطراب الاكتئابي مع الفيبرومالغيا- سبب هذا التزامن يعود إلى تشوهات جينية مشتركة والتي تؤدي إلى اختلالات في عملية نقل الإشارات ذات مفعول أحادي الأمين، متعلقة بحمض الجلوتاميك، تغذوية عصبية، متعلقة بالسيتوكينات ذات مفعول أفيوني والسابقة للالتهاب. التوتر أو المرض النفسي في هؤلاء الأشخاص المعرضين للإصابة قد يسبب تشوهات في مسارات الالتهاب والتوتر التي تنظم بدورها المزاج والألم. في النهاية تحدث حساسية مفرطة وتأثير يغير من وظيفة الدماغ في خلايا عصبية محددة مما يؤدي إلى نشوء الفيبرومالغيا وفي بعض الأحيان اضطراب المزاج. وفق الأدلة فإن الألم في متلازمة الفيبرومالغيا ينشأ في المقام الأول من مسارات ترجمة الألم التي تعمل بشكل غير طبيعي. يمكن وصفها بشكل أبسط بأن حجم الخلايا العصبية عالٍ جدًا وأن زيادة استثارية مسارات ترجمة الألم ونقص نشاطية مسارات تثبيط الألم في الدماغ يؤدي إلى الإحساس بالألم في الأشخاص المصابين. بعض التشوهات العصبية الكيميائية التي تحدث في متلازمة الفيبرومالغيا تنظم أيضًا المزاج، النوم والطاقة وهذا بدوره يفسر وجود مشاكل المزاج والنوم والإرهاق التي عادةً ما تصاحب هذه المتلازمة.

### علم الوراثة
يوجد دليل يؤكد ارتباط العوامل الوراثية بتطور المرض. على سبيل المثال تتكدس هذه المتلازمة بشكلٍ عالٍ بين العائلات. باستخدام الإبلاغ الذاتي عن الألم المزمن الواسع الانتشار كعلامة بديلة للفيبرومالغيا، يبلغ مكتب تسجيل التوائم السويدي أن هناك:
- 15% فرصة حدوث الألم المزمن الواسع الانتشار بين توائم البيضة الواحدة.
- 7% فرصة حدوث الألم المزمن الواسع الانتشار بين توائم البيضتين.

نمط التوارث حاليًا غير معروف ولكن يحتمل على الأكثر أنه متعدد الجينات. أظهرت أيضًا الأبحاث أن الفيبرومالغيا بإمكانه أن يرتبط بتعدد الأشكال الجيني في النظام السيروتونينيُّ المفعول ، الدوباميني، والكاتيكولامينيّ. ولكن تعدد الأشكال الجيني هذا ليس خاصًا بالفيبرومالغيا وحسب، وإنما يرتبط بعدة اضطرابات أخرى مشابهة (متلازمة التعب المزمن، متلازمة القولون المتهيج) والاكتئاب. ولقد وجد أن الأفراد الذين لديهم تعدد في أشكال جينات مستقبلات5-HT2A 102T/C يزداد لديهم خطر الإصابة بالفيبرومالغيا.

### نمط الحياة
التوتر قد يكون عاملاً تراكميًا مهمًا في تطور الفيبرومالغيا. عادةً ما تصاحب الفيبرومالغيا الاضطرابات المتعلقة بالتوتر كمتلازمة التعب المزمن، اضطراب ما بعد الصدمة، متلازمة القولون المتهيج، والاكتئاب. ولقد وجدت دراسة منهجية ارتباطًا بليغًا بين الفيبرومالغيا والانتهاك الجسدي والجنسي في كلا مرحلتي الطفولة والرشد مع أن جودة الدراسة اتسمت بالضعف. أنماط الحياة الرديئة التي تتضمن التدخين، السمنة، ونقص النشاط الجسدي قد تزيد من خطر إصابة الفرد بالفيبرومالغيا.
أظهرت دراستان أن لدى الأشخاص المصابين بالفيبرومالغيا تشوهات أيضية في مجمع حصان البحر في الدماغ وذلك بواسطة مطيافية الرنين المغناطيسي (1H-MRS) أحادية-الفوكسل (عنصر حجمي). بما ان منطقة حصان البحر تلعب دورًا مهمًا في المحافظة على الوظائف المعرفية، تنظيم النوم، إدراك الألم، فإنه يبدو أن خلل وظيفي في العملية الأيضية في تلك المنطقة قد يكون سببًا في ظهور الأعراض.
البعض الآخر رجح أنه بسبب ما يحدثه التعرض لظروف مجهدة ومسببة للتوتر من قدرة على تغيير وظيفة المحور الوطائي-النخامي-الكظري (HPA) فإن تطور الفيبرومالغيا قد ينبثق من اختلال هذا المحور نتيجة التوتر.

### اضطرابات النوم
في عام 1975 وجد مولدوفسكي وزملائه موجات ألفا ذات نشاط غريب (التي عادةً ما ترتبط بحالات التهيج)، سجلت بواسطة جهاز تخطيط موجات الدماغ، تنبعث من أدمغة الاشخاص المصابين بمتلازمة الالتهاب الليفي في فترة النوم ذات حركة العين غير السريعة. عبر العبث بمرحلة النوم الرابعة عند أفراد أصحاء صغار السن، تمكن الباحثون من إعادة إنتاج زيادة معتبرة في حساسية العضلات للألم شبيهة بتلك الموجودة في «متلازمة ألم الوهن العصبي العضلي الهيكلي» التي زالت ما أن عاد الأشخاص لنمط نومهم الطبيعي.

### العوامل النفسية
هناك دليل قوي أن الاكتئاب المرضي مرتبط بالفيبرومالغيا (1999)، بالرغم من أن طبيعة العلاقة مازالت تحت الجدل. أوجدت مراجعة شاملة حول العلاقة بين الفيبرومالغيا والاضطراب الاكتئابي الكثير من أوجه الشبه بينها وبالتحديد في التشوهات العصبيّة الصمائيّة، الصفات النفسية، الأعراض الجسدية وأنواع العلاجات ولكن النتائج المتوفرة حاليًا لا تدعم فرضية انتمائهما إلى نفس البنية التحتية أو مجرد كونهما فرعين مختلفين لنفس فكرة المرض. بالفعل، لدى احساس الألم بعدان: البعد الحسي الذي يعبر عن شدة الألم ومكانه، والبعد الوجداني المحفز الذي يعبر عن الشعور الغير اللطيف. وفقًا لذلك، أوجدت دراسة عبر التصوير بالرنين المغناطيسي الوظيفية لقياس مستوى استجابات الدماغ للألم التجريبي عند مرضى الفيبرومالغيا أن الأعراض الاكتائبية كانت مرتبطة بشدة الألم الذي تم إحداثه سريريًا وبالأخص في مناطق الدماغ التي تشارك في ترجمة الألم الوجداني وليس الألم الحسي مما يشير إلى أن تضخيم البعد الحسي للألم في الفيبرومالغيا يحدث بشكل مستقل عن ترجمة المزاج والانفعالات. يرتبط أيضًا الفيبرومالغيا مع الاضطراب ثنائي القطب؛ مرحلة الهوس الخفيف تحديدًا.

## الفسيولوجيا المرضية

### اعتلال الدوبامين
ترى «فرضية الدوبامين للفيبرومالغيا» أن اعتلال الانتقال العصبي الطبيعي للدوبامين هو التشوه الرئيسي المسبب لأعراض المرض. عندما يكون هناك نقص في الدوبامين فإن هذه الحالة تدعى حالة نقص الدوبامين. يلعب الدوبامين وهو ناقل عصبي كاتيكولاميني دورًا في إدراك الألم والتسكين الطبيعي. يتوفر أيضًا دليل قوي على دور الدوبامين في متلازمة السيقان القلقة، وهي حالة تتواجد عادةً مع مرضى الفيبرومالغيا. قد يستجيب بعض مصابي الفيبرومالغيا للبراميبكسول (سيفرول)، وهو ناهض الدوبامين الذي يعمل كمنشط اختياري لمستقبلات الدوبامين 2و3 فضلاً عن استعماله أيضًا كعلاج لمرض باركنسون ومتلازمة السيقان القلقة.

### استقلاب السيروتونين
في عام 1975، فرض الباحثون أن السيروتونين، وهو ناقل عصبي ينظم أنماط النوم، المزاج، التركيز والألم، قد يدخل أيضًا في الفسيولوجيا المرضية لأعراض الفيبرومالغيا. تم الإبلاغ في عام 1992 عن وجود نقص في مستوى السيروتونين في عينات من الدم والسائل الدماغي الشوكي عند الأشخاص المصابين. بالرغم من ذلك، فإن مثبطات السيروتونين الانتقائية قوبلت بنجاح محدود في تخفيف أعراض الاضطراب بينما الأدوية التي تعمل كمثبطات انتقائية مزدوجة للسيروتونين والنورابينفرين لاقت نجاحًا أكبر.فوق كل ذلك فإن الجدل مازال قائمًا حول أهمية عدم انتظام أيض السيروتونين للفسيولوجيا المرضية. مما يزيد الامر تعقيدًا، أن أحد أكثر الأدوية فعاليةً في معالجة الاضطراب (مناهضات السيروتونين 5HT3) تمنع تأثير السيروتونين.

### حساسية متعددة الأشكال
تظهر نتائج الدراسات التي تفحص الاستجابات للتنبيه الاختباري أن مرضى الفيبرومالغيا لديهم زيادة في حساسية الجهاز المستقبل الأذيّة، المسؤول عن الشعور بالضغط، الحرارة، البرد، التنبيه الكهربائي والكيميائي. التجارب التي تفحص أنظمة تنظيم الألم، بينت أن الأشخاص المصابين بالمرض يظهرون استجابة مبالغ فيها للتحفيز المتكرر ويغيب لديهم الاستجابة المسكنة المستحثة بالتمرين.

### اعتلال عصبي صمّائي
مستويات الهرمونات التي تقع تحت التأثير المباشر أو الغير المباشر لهرمون النمو كعامل النمو الشبيه بالإنسولين 1، الكورتيزول، اللبتين، الببتيد العصبي Y، قد تكون غير طبيعية في مرضى الفيبرومالغيا. أظهر العديد من الباحثين وجود نقص في مستويات هرمون النمو وعامل النمو الشبيه بالإنسولين-1 في المرضى مقارنة بالأشخاص العاديين. زيادةً على هذا فإن مرضى الفيبرومالغيا يعانون من نمط نوم غير طبيعي في المرحلتين الثالثة والرابعة من فترة حركة العين الغير السريعة والتي يتم فيها إفراز هرمون النمو بشكل أساسي. مما يزيد من دعم دور عوَز هرمون النمو هو ارتباطه بالعديد من أعراض المرض لدى البالغين. يعد هرمون النمو مهمًا في المحافظة على الاتزان الحيوي للعضلات، وتمت الإشارة إلى أن مستوياته المنخفضة قد تكون مسؤولة عن تأخر التئام رضح العضلات المجهريّ في الفيبرومالغيا. مستويات عامل النمو الشبيه بالإنسولين-1 المنخفضة أدت إلى نظرية أن هؤلاء الأشخاص قد يعانون في الواقع من متلازمة أخرى يمكن معالجتها وهي عوز هرمون النمو عند البالغين. ولكن يبقى هناك بعض الاختلاف حول دور هرمون النمو في الفيبرومالغيا.
قد يعاني مرضى متلازمة الألم العضلي الليفي المتفشي من تغيرات في الوظيفة العصبية الصمّائية الطبيعية، تتصف بنقص خفيف في مستويات الكورتيزول في الدم، فرط نشاطية إفراز هرمون الغدة النخامية الموّجه لقشرة الغدة الكظرية في استجابة لتحدّي، مقاومة التغذية الراجعة للسكريات القشرية.
التشوهات الأخرى تتضمن، نقص استجابة الموجهة الدرقية وهرمونات الغدة الدرقية للهرمون المطلق للموجهة الدرقية، زيادة طفيفة في مستويات هرمون البرولاكتين مصحوبة بعدم تثبيط لإطلاق الهرمون استجابةً للتحدي، ونقص إفراز اندروجينات الغدة الكظرية.
قد تنتج هذه التغيرات من التوتر المزمن الذي تتم ترجمته وفهمه بواسطة الجهاز العصبي المركزي ثم يقوم بعد ذلك بتفعيل الهرمون المطلق لموحّهة القشرة الوطائي.قد تؤديزيادة النشاطية المزمنة لهذه الخلايا العصبية إلى اختلال في الوظيفة الطبيعية للمحور النخامي- الكظري والتسبب في زيادة تنشيط الإفراز الوطائي لهرمون السوماتوستاتين والذي يقوم بدوره بتثبيط إفراز هرمونات أخرى.

### فرط النشاط الودّي
أظهر التحليل الوظيفي اعتلال في نشاط الجهاز العصبي الذاتي عند مرضى الفيبرومالغيا، يتصف بفرط نشاطية الجهاز العصبي الودّي عند الحد الأدنى، مع نقص في النشاط الودّي الكظريفي الاستجابة إلى عدة عوامل ضغط كالجهد الفيزيائي والتوتر العقلي. يظهر مرضى الفيبرومالغيا كذلك تنوع أقل في معدّل نبضات القلب، وهو مؤشر على التوازن الودّي- نظير الودّي، مما يدل على فرط نشاطية سائدة للجهاز الودّي، خصوصًا في الليل. بالإضافة إلى ذلك، تم الإبلاغ عن مستويات منخفضة للببتيد العصبي-Y في البلازما، وهو الذي يتواجد بصحبة الإيبنيفرين والنورايبينفرين في الجهاز العصبي الودّي، بينما تم الإبلاغ عن مستويات متفاوتة تتراوح بين منخفضة، طبيعية وعالية للإيبينيفرين والنورايبينفرين في الدم. إعطاء انترلوكين-6 لمرضى الفيبرومالغيا، وهو عبارة عن سيتوكين قادر على تنشيط إطلاق الهرمون المطلق لموجهة القشرة الوطائي، والذي يقوم بدوره بتحفيز نشاطية الجهاز العصبي الودّي، يؤدي إلى زيادة دراماتيكية في مستويات النورابينيفرين في الدم وزيادة أعلى بشكل بليغ في معدل نبضات القلب فوق الحد الأدنى، مقارنةً بالأشخاص العاديين.

### تشوهات السائل الدماغي الشوكي
من أكثر النتائج المختبرية شيوعا التي تم اكتشافها في مرضى الفيبرومالغيا هو ارتفاع مستويات المادة-P في السائل الدماغي الشوكي، وهي تعتبر ناقل عصبي مستقبل للأذيّة. يلي ذلك مستويات مستقلبات النواقل العصبية أحاديّة الأمين كالسيروتونين، النورابينيفرين والدوبامين -جميعها تلعب دورًا في تسكين الالم الطبيعي- حيث كانت أقل، بينما تراكيز أفيونيّات المفعول الداخلية المنشأ (كالإندورفينات والانكيفالينات) بدت أعلى. متوسط تركيز عامل النمو العصبي كان مرتفعًا وهو مادة تعرف بمشاركتها في التكيفيّة التركيبية والوظيفية للمسارات مستقبلة الأذية في عقدة الجذر الظهري والحبل الشوكي. هنالك أيضًا دليل على زيادة إطلاق الحمض الأميني الاستثاري في السائل الدماغي الشوكي مع وجود علاقة بين مستويات مستقلبات الجلوتاميت وأكسيد النيتريك ومؤشرات الألم السريرية.

### دراسات التصوير الدماغي
بواسطة التصوير العصبي الوظيفي، تم الكشف عن دور غير طبيعي للدماغ في تطور مرض الفيبرومالغيا. النتائج الأولية كانت انخفاض تدفق الدم في المهاد وعناصر من العقد القاعدية والدماغ المتوسط (النواة الجسرية). ظهر أيضًا تفعيل تبايني عند الاستجابة لمحفز مؤلم. مراكز الدماغ التي تظهر فرط نشاطية في الاستجابة لمحفز ضارّ تتضمن مراكز الدماغ المتعلقة بالألم كالقشرة الجسدية الحسيّة الأوليّة والثانويّة، القشرة الحزامية الأمامية، والقشرة الجزيريّة. يكون أيضًا لدى الأشخاص المصابين تنشيط عصبي في المناطق الدماغية المرتبطة بالألم عند التعرض لمحفّز غير مؤلم. من هذه المناطق: القشرة قبل الجبهية، الحركيّة الإضافيّة، الجزيرية، والحزامية.
تم تحديد الدليل على وجود اعتلال في منطقة حصان البحر في الدماغ عبر انخفاض نسب مستقلبات الدماغ باستخدام مطيافيّة الرنين المغناطيسي
(1H-MRS). تظهر علاقة سلبية واضحة بين نسب المستقلبات الغير طبيعية ومؤشر مثبت للشدّة السريرية (استطلاع تأثير الفيبرومالغيا). توجد علاقات تربط بين شدة الألم السريرية وتراكيز الناقل العصبي ذو الحمض الأميني الاستثاري (الجلوتامات) في القشرة الجزيرية، تم إظهارها بواسطة 1H-MRS.
باستخدام تقنية قياس الأشكال المبنية على الفوكسل، تم إظهار تسارع في ضمور الدماغ الطبيعي المتعلق بالعمر في المناطق التي تقل فيها المادة الرمادية والموجودة في القشرة الحزامية، والتليف الجزيري والمجاور للحصيْن. فقدان المادة الرمادية يزداد عن المعدل الطبيعي ب9.5 مرة في كل عام. أظهرت الدراسات التي تستخدم التصوير المقطعي بالإصدار البوزيتروني انخفاض في تصنيع الدوبامين في كلا من جذع الدماغ وأجزاء من الفص الجوفي.
علاقة سلبية واضحة تظهر كذلك بين شدة الألم وتصنيع الدوبامين في القشرة الجزيرية. دراسة تالية كشفت عن اعتلال جسيم في النشاط الدوباميني في الاستجابة لمحفز الألم القوي في العقد القاعدية مع وجود علاقة طردية واضحة بين الميزة المحددة للاضطراب (مؤشر النقطة الحساسة) وقوة ارتباط مستقبلات الدوبامين D2 خصيصًا في منطقة البطامة اليمنى.
وأخيرًا، ظهور نقص في تواجد مستقبلات ميو للمواد أفيونيّة المفعول في الجزء البطني من الجسم المخطط/النواة المتكئة والقشرة الحزامية مع علاقة سلبية واضحة بين مستويات الألم المؤثر وتواجد المستقبلات في النواة المتكئة.

## التشخيص
لا يوجد اختبار واحد يمكنه تشخيص متلازمة الفيبرومالغيا بشكل كامل والجدل مازال قائمًا حول ما يجب اعتماده في معايير التشخيص الأساسية وحول إمكانية التشخيص الحسّي. في معظم الحالات قد يحصل مرضى الفيبرومالغيا على نتايج مخبرية طبيعية والكثير من الأعراض التي يعانون منها قد تشبه أعراض الحالات المتعلقة بالروماتيزم كالتهاب المفاصل وهشاشة العظام. مجموعة معايير التصنيف التي تم اعتمادها على نطاق واسع لأهداف بحثية، تم تحضيرها في عام 1990 بواسطة لجنة المعايير المتعددة المراكز التابعة للكلية الأميركية لطب الروماتيزم. هذه المعايير التي تعرف بشكل غير رسمي (the ACR 1990)، تعرّف الفيبرومالغيا عند وجود المعايير التالية:
- الشعور بألم واسع الانتشار لفترة تزيد عن ثلاثة أشهر- يصيب كافة أرباع الجسم (كلا الجانبين، أعلى وأسفل الخصر).
- النقاط الحساسة- تم تعيين 18 نقطة حساسة ممكنة (هذا لاينفي إمكانية الشعور بالألم في مناطق أخرى). التشخيص لم يعد يعتمد على عدد المناطق الحساسة.[91][92]

هذه المعايير لتصنيف المرضى تم بناؤها بشكل أصلي كمعايير متضمنة لأهداف بحثية وليس بغرض التشخيص السريري ولكنها أصبحت حاليًا معايير التشخيص الفعّالة في التجهيز الطبي. الجدير بالذكر أن عدد النقاط الحساسة النشطة في أية حين يختلف من وقت لأخر ومن حالة لأخرى. في دراسة مثيرة للجدل أجراها فريق قانوني لإثبات عجز موكلهم استنادًا بشكل أساسي على النقاط الحساسة ووجودها بشكل واسع الانتشار في مجتمعات غير خاضعة للقضاء، دفعت رئيس كاتبي هذه المعايير للتحقق من مدى فائدة النقاط الحساسة في التشخيص. تم استعمال نقاط قياسية لإزالة الشك حول احتمالية وجود الفيبرومالغيا وحول ادّعاء الشخص بالإصابة بالمرض ولكن هذه الطريقة لم تستخدم في أية بحث لتشخيص الفيبرومالغيا حيث لا نصح باستخدام مثل هذه الاختبارات التشخيصية وأنه يجب أخذ الفيبرومالغيا في عين الاعتبار لأية حالة تشكو من الألم بشكل منتشر. منذ أن تم نشر معايير (ACR)، أظهرت بحوث باستخدام مقياس الألم والأجهزة الميكانيكية الأخرى التي تبذل الضغط أن تشخيص الفيبرومالغيا لا بمكن أن يتم بشكل حسي بواسطة ألة وإنما يتطلب كذلك تقدير الفيزيائي الشخصي لتحديد مقدار الضغط الذي يجب بذله.

### معايير 2010 المؤقتة

مؤشر انتشار مناطق الالم

في عام 2010، وافقت الكلية الأمريكية لطب الروماتيزم على معايير تشخيصية مؤقتة ومراجعة للفيبرومالغيا والتي أقصت اعتماد معايير 1990 على اختبار النقاط الحساسة. المعايير الجديدة تستخدم مؤشر الألم الواسع الانتشار (WPI) ومقياس شدة الأعراض (SS) بدلاً من اختبار النقاط الحساسة في السابق. مؤشر الألم الواسع الانتشار يشمل 19 منطقة في الجسمالتي شعر المريض فيها بالألم خلال الأسبوعين الماضيين. مقياس شدة الأعراض يقيس شدة تعب المريض، الاستيقاظ غير المنتعش، أعراض معرفية، وأعراض جسدية عامة على تدريج من 0 إلى 3 وتجميع كلي يتراوح من 0 إلى 12. المعايير الجديدة هي:
- WPI ≥ 7 و SS ≥ 5 أو WPI 3-6 و SS ≥ 9.
- ظهور الأعراض على مستوى مشابه لمدة ثلاثة شهور على الأقل.
- عدم تشخيص أية اضطراب أخر يفسر الألم:[94]:607.

## المعالجة
كما هو الحال مع الكثير من المتلازمات التي لا يمكن تفسيرها طبيًّا، لا يوجد علاج متفق عليه بشكل عام لعلاج الفيبرومالغيا وإنما يقتصر فقط على معالجة الأعراض. أدى التقدم في فهم الفسيولوجيا المرضية للاضطراب إلى تحسن في العلاج والذي يتضمن الدواء الموصوف، التدخل السلوكي والتمرين. وبالفعل، فإن خطة العلاج المتكاملة التي تشمل الدواء، تعليم المريض، تمارين هوائية، العلاج السلوكي المعرفي أكثر فعالية في تخفيف الألم والأعراض الأخرى المتعلقة بالفيبرومالغيا.
جمعية المجتمعات العلمية الطبية في ألمانيا ، الاتحاد الأوروبي للتصدي لأمراض الروماتيزم ، وجمعية الألم الكندية تنشر حالًيا أسس تشخيص وعلاج الفيبرومالغيا.

### العلاج السيكولوجي
العلاج السلوكي المعرفي وغيره من العلاجات السلوكية والسيكولوجية تخفف من أعراض المرض بشكل بسيط إلى متوسط. توجد فائدة كبرى عندما يضاف العلاج السلوكي المعرفي إلى التمارين.
أظهر تحليل تلوي على عينة تتكون من 1119 شخص دليلاً قويّا على أن المعالجة المتعددة الأجزاء لديها تأثيرات مفيدة على المدى القصير لأعراض أساسية في الفيبرومالغيا. صدر عن مراجعة منهجية ل14 دراسة «أن العلاج السلوكي المعرفي يحسن من نجاعة الذات والتعايش مع الألم ويقلل من عدد الزيارات إلى الطبيب في فترة ما بعد المعالجة»، ولكن ليس له تأثير واضح على الألم، التعب، النوم، أو جودة الحياة المتعلقة بالصحة في فترة المتابعة. يمكن أيضًا تحسين المزاج المكتئب ولكن لا يمكن تفريقه عن خطر الأخطاء المنهجية. يستخدم في بعض الأحيان طريقة متعددة التخصصات والتي غالبًا ما تتضمن العلاج السلوكي المعرفي لاعتبارها «المعيار الذهبي» في علاج متلازمات الألم المزمن كالفيبرومالغيا.

### الأدوية
اعتمدت صحة كندا وإدارة الغذاء والدواء الأمريكية دواء بريجابلين ودولوكسيتين لعلاج الفيبرومالغيا. وافقت كذلك إدارة الغذاء والدواء الأمريكية على دواء ميلناسيبران ولكن وكالة الأدوية الأوروبية رفضت تصريح تسويقه.

#### مضادات الاكتئاب
ترتبط مضادات الاكتئاب بتحسن في الألم، الاكتئاب، التعب، اضطرابات النوم وجودة الحياة المتعلقة بالصحة في مرضى الفيبرومالغيا. الهدف من استخدام مضادات الاكتئاب هو التخفيف من الأعراض وفي حالة استعمالها لفترة زمنية طويلة يجب تقييم تأثيراتها الدوائية مقابل تأثيراتها الجانبية. يستفيد القليل من الأشخاص بشكلٍ بالغ من مثبطات إرجاع السيروتونين والنورابينيفرين كالدولوكسيتين والميلناسيبران ومضادات الاكتئاب الثلاثية الحلقات كالأميتربتيلين بالرغم من أن التأثيرات الجانبية تفوق الدوائية في معظم الأشخاص. بالرغم من أن أميتربتيلين يستخدم كخط العلاج الأول، إلا أن جودة الدليل الذي يدعم استخدامه تعد فقيرة.

#### مضادات الاختلاج
كالجابابنتين والبريجابلين حيث يعطي الجابابنتين تأثيرًا واضحًا في حوالي 30% من الأشخاص ولكنه رغم ذلك يرتبط عادةً بتأثيرات جانبية. انتهت مراجعة كوكرين لاستخدام البريجابلين في معالجة الألم المزمن إلن أقلية من المرضى سيستفيدون بشكل كبير من البريجابلين أما الذين سيستفيدون بشكل متوسط فعددهم أكثر من ذلك. أما معظم المرضى سيستفيدون بشكل ضئيل أو معدوم أو سيوقفون استعمال الدواء بسبب التأثيرات الجانبية. أوجد تحليل تلوي تضمن 4 تجارب حول استخدام البريجابلين في معالجة الفيبرومالغيا، أن الأشخاص الذين استجابوا للدواء انخفض لديهم الوقت المستقطع من العمل بأكثر من يوم واحد في الأسبوع.

#### أفيونيّات المفعول
لا توصي جمعية المجتمعات العلمية الطبية في ألمانيا سواء باستخدام أو عدم استخدام أفيونيات المفعول الضعيفة وذلك بسبب الكمية المحدودة من البحث حول استخدامها في معالجة الفيبرومالغيا ولكنها توصي بعدم استخدام أفيونيات المفعول ذات التأثير القوي. يوصي الاتحاد الأوروبي للتصدي لأمراض الروماتيزم باستخدام دواء ترامادول ذو المفعول الأفيوني الضعيف ولا يوصي باستخدام أفيونيات المفعول ذات التأثير القوي. وفق جمعية الألم الكندية، فإنه يمكن استخدام أفيونيات المفعول الضعيفة كالترامادول في علاج الألم المتوسط إلى الشديد والذي لا يمكن السيطرة عليه بواسطة مسكنّات ألم ذات مفعول غير أفيوني. لا يشجعون كذلك استخدام أفيونيات المفعول القوية التأثير ويوصون باستخدامها فقط في حالة استمرارها بتحسين الألم والقيام بالوظائف. يجب على مقدمي الرعاية الصحية مراقبة الأشخاص الذين يستخدمون أفيونيات المفعول للتحقق من فعاليتها المستمرة، تأثيراتها الجانبية، وسلوكيات دوائية أخرى ممكنة غير محببة.
أظهرت ثنائية الترامادول والباراسيتامول فعالية، سلامة، وقدرة على تحمل الآثار الجانبية لدى المرضى (لمدة تصل إلى عامين في معالجة حالات الألم الأخرى) دون حدوث التحمل. وهي فعّالة بقدر فعالية ثنائية الكوديين (وهو ذو مفعول أفيوني ضعيف) والباراسيتامول ولكنها تنتج نعاس وإمساك بشكل أقل.
في دراسة كبيرة على مرضى الفيبرومالغيا في الولايات المتحدة، أظهرت أن بين عامي 2005 و2007، تم وصف أفيونيات المفعول ذات التأثير القصير ل37.4% من المرضى وأفيونيات المفعول ذات التأثير الطويل ل8.3% منهم، وأن دواء ترامادول شكل حوالي 10% من أفيونيات قصيرة المفعول الموصوفة. وفي دراسة كندية أخرى أجريت في عام 2011 على عينة من مرضى الفيبرومالغيا تتكون من 457 شخصّا، أوجدت أن 32% منهم يستخدمون أفيونيات المفعول وحوالي الثلثين يستخدمون أفيونيات المفعول ذات التأثير الطويل.

#### أخرى
أظهرت الدراسات المبدئية حول استعمال هرمون النمو للفيبرومالغيا نتائج واعدة. أظهرت مراجعة مطبوعة في عام 2007، بالرجوع إلى نتائج ثلاث دراسات عشوائية مراقبة التي تتضمن علاج بديل، أن الاستعمال المطول لهرمون النمو لفترة 9 أشهر كان كفيلاً بتخفيف الأعراض وجعل عامل النمو الشبيه بالإنسولين-1 طبيعيًا. ولكن تمت التوصية بإجراء المزيد من الدراسات قبل تطبيق أي شيء على أرض الواقع. في عام 2012، تم إجراء أكبر وأطول تجربة سريرية لدور هذا الهرمون في الفيبرومالغيا والتي بينت أن إضافة هرمون النمو لطريقة العلاج المتعارف عليها كانت فعالة في تخفيف الألم وكان نشاطه مستمرًا مع الوقت.
تمت أيضًا دراسة أوكسيبيت الصوديوم الذي يستخدم لعلاج النوم القهري في مرضى الفيبرومالغيا. تمكن هذا الدواء من تخفيف أعراض الألم والتعب وتخفيف مشاكل النوم بشكل دراماتيكي (تدخل موجات ألفا ونقصان نوم الموجات البطيئة). تلا ذلك تجارب المرحلة الثالثة التي دعمت هذه النتائج، وبينت أن الدواء وفّر فوائد مهمة لعدة أعراض في مرضى الفيبرومالغيا. بما أن أوكسيبيت الصوديوم يزيد من مستويات إنتاج هرمون النمو الطبيعي عبر زيادة أنماط النوم ذات الموجات البطيئة فقد وفّر ذلك دليلًا إضافيًّا على فائدة هرمون النمو لمصابي الفيبرومالغيا. بالرغم من هذا، لم تتم الموافقة على استعمال هذا الدواء في مرضى الفيبرومالغيا من قبل إدارة الغذاء والدواء الأمريكية بسبب مخاوف من سوء الاستعمال.
في بعض الأحيان، يتم استخدام مرخيات العضلات: سايكلوبنزابراين وتيزانيدين بدون تصريح لعلاج الفيبرومالغيا.
ناهضات الدوبامين (كالبراميبكسول (ميرابكس) والروبينيرول (ريكويب))، أدّت إلى بعض التحسينات في أقلية من الناس ، ولكن العديد من التأثيرات الجانبية التي تشمل اضطرابات السيطرة على الاندفاع مثل لعب القمار والتسوق القهري صرفت النظر عن هذه الطريقة.
يستغرق مضاد الاكتئاب أميتريبتيلين حوالي ثلاثة أشهر ليعطي مفعولًا وحوالي ستة أشهر للحصول على الاستفادة القصوى من أدوية دولوكسيتين، ميلناسبران وبريجابلين. بعض الأدوية لديها القدرة على التسبب بأعراض الامتناع عند التوقف عن تناولها، لذلك ينصح دومًا بالتوقف التدريجي خصوصًا في مضادات الاكتئاب والبريجابلين.
وفق الأدلة، تعتبر الفيبرومالغيا اضطراب عصبي- مناعي- صمائي. تم ايجاد ارتفاع في مستويات المادة-P، انترلوكين-6 وانترلوكين-8 بالإضافة إلى هرمون إطلاق الموجهة القشرية في السائل الدماغي الشوكي لدى مرضى الفيبرومالغيا. تم العثور كذلك على أعداد متزايدة من الخلايا البدينة في خزعات جلدية مأخوذة من بعض المرضى. لعلاج هذه الحالة يستعمل الكيرسيتين وهو منتج طبيعي ذا خواص دوائية حيث يعمل كمضاد للالتهاب بالإضافة إلى قدرته على تثبيط الخلايا البدينة.
لا يوصى باستعمال مضادات الالتهاب اللاسيترويدية كخط أول للعلاج.

### التمارين
يحسن التمرين الرياضي من اللياقة البدنية والنوم وقد يخفف الألم والتعب في مرضى الفيبرومالغيا. حيث تتوافر الأدلة على فعالية التمرين القلبي الوعائي بالأخص، لدى بعض الأشخاص. التمرينات المائية الطويلة المدى أثبتت كذلك فعاليتها حيث تجمع مابين التمرين القلبي الوعائي وتدريب المقاومة.
تعالج الفيبرومالغيا عادةً لدى الأطفال بواسطة برنامج معالجو وظيفية وفيزيائية مكثف لمتلازمات الألم العضلية الحركية المضخّمة. هذه الرامج تتضمن كذلك التوجيه والتوعية، المعالجة الفنية، والمعالجة الموسيقية. تم بناء هذه البرامج وفق أدلة مدروسة وقد وصلت معدلات نجاحها في حل مشكلة الألم الكلي إلى حوالي 88% ولكن لم تثبت فعاليتها لدى البالغين.

## توقعات سير المرض
بالرغم من أن الفيبرومالغيا ليست داءًا تنكسيًّا أو مميتًا، إلا أن المرضى يشعرون بألم مزمن منتشر ومستمر. معظم مرضى الفيبرومالغيا لا تتحسن أعراضهم مع الوقت. في تقييم ل332 مريض جديد بشكل متتابع، وجد أن العوامل المتعلقة بالمرض كالألم والعوامل السيكولوجية مثل حالة العمل، الشعور بالضعف، التعليم، والقدرة على التعايش ترتبط بشكل مستقل وواضح مع شدة أعراض الفيبرومالغيا ووظيفتها.

## علم الأوبئة
يقدر عدد المصابين بالفيبرومالغيا بنحو 2−8% من السكان وبنسبة وقوع بين النساء إلى الرجال 7:1 و 9:1 أي رجل لكل سبعة أو تسعة نساء. يمكن أن تحدث بداية المرض في مرحلة الطفولة ولكن يتم تشخيصه عادة في الأفراد الذين تتراوح أعمارهم بين 20 و50 عامًا.
قد تبقى الفيبرومالغيا بدون تشخيص في حوالي 75% من المصابين.

## سجل المرض
وصف الألم المزمن الواسع الانتشار في السجلات خلال القرن التاسع عشر، ولكن مصطلح الفيبرومالغيا لم يستخدم حتى عام 1976 عندما استعمله د.هنش لوصف هذه الأعراض. تاريخيّا، تم إطلاق العديد من الأسماء على أعراض تشبه أعراض الفيبرومالغيا، مثل «الروماتيزم العضلي»، «الالتهاب الليفي»، «روماتيزم نفسي المنشأ»، و"الوهن العصبي". أما مصطلح الفيبرومالغيا، تمت صياغته لأول مرة بواسطة الباحث «محمد يونس» كمصطلح مرادف للالتهاب الليفي واستعمل في المنشورات العلمية في عام 1981 . مصطلح الفيبرومالغيا مشتق من اليونانية الحديثة حيث
 Fibro- وتعني النسيج الليفي الضام
 Myo- وتعني العضلات
 Algos- وتعني الألم
الجوانب التاريخية لتطور فكرة الفيبرومالغيا تشير إلى الأهمية المركزية للورقة البحثية التي صدرت عام 1977 لسمايث ومولدوفسكي حول الالتهاب الليفي. في عام 1981 ، تم نشر أول دراسة سريرية مراقبة لخصائص متلازمة الفيبرومالغيا وقد وفرت الدعم لارتباطات الأعراض. في عام 1984 تم طرح وجود ارتباط بين متلازمة الفيبرومالغيا وحالات أخرى شبيهة وفي عام 1986 تم نشر تجارب استعمال أولى الأدوية المقترحة.
في مقال تم نشره عام 1987 في مجلة الجمعية الطبية الأمريكية، ورد مصطلح «متلازمة الفيبرومالغيا» وأنها حالة مثيرة للجدل. الكلية الأمريكية لطب الروماتيزم نشرت أولى معايير تصنيف الفيبرومالغيا في عام 1990 رغم أنها لا تستخدم كمعايير لتشخيص بحذافيرها.

## المجتمع والثقافة

### الاقتصاد
مرضى الفيبرومالغيا لديهم بشكل عام تكاليف رعاية صحية ومعدلات استخدام أعلى من غيرهم. في دراسة شملت 20000 من موظفي شركة «هيومانا» الأمريكية للتأمين الذين سجلوا في برنامج للضمان الصحي (Medicare Advantage) وعدة خطط تجارية تمت مقارنة التكاليف والاستخدامات الطبية وتبين أن مرضى الفيبرومالغيا يستخدمون أدوية متعلقة بالألم بمقدار الضعف. بالإضافة إلى ذلك، فإن استعمال الأدوية والمستلزمات الطبية يزداد بشكل ملحوظ بعد أن يتم التشخيص.

### جدال
كون الفيبرومالغيا مازال داءً حديثًا نسبيًا وغير مفهوم بشكل كامل، فإن تشخيصه يعد مثيرًا للجدل في بعض الأحيان. د. فريدريك وولف، رئيس كاتبي مقالة 1990 التي قدمت أول تعريف للمبادئ التي يتم على أساسها تشخيص الفيبرومالغيا، ذكر في عام 2013 أنه يؤمن بوضوح أن«أسباب الفيبرومالغيا مثيرة للخلاف والجدل بمعنى وبمغزى ما وأن هناك عوامل عديدة مسببة لأعراض المرض؛ منها النفسي والعضوي وأنها تكون بشكل متواصل ومستمر» وذكر قبل ذلك في عام 2008 اعتقاده بأن الفيبرومالغيا لا يعد مرضًا بحد ذاته وإنما استجابة عضوية للاكتئاب والتوتر.
لا يعتبر بعض أعضاء المجتمع الطبي الفيبرومالغيا مرضًا بحد ذاته بسبب نقص التشوهات في الاختبار العضوي وعدم وجود اختبارات تشخيصية حسيّة. يعترض الباحث محمد يونس على التصنيف النفسي للفيبرومالغيا في كتبه، ويقول في ذلك أن المعلومات المتوافرة لتصنيف الفيبرومالغيا بشكلٍ أخر يتم تجاهلها أو التلاعب بها.
يرى علماء الأعصاب وأخصائي الألم الفيبرومالغيا على انه حالة مرضية تنتج بسبب اعتلال العضلات والنسيج الضام بالإضافة إلى تشوهات وظيفية في الجهاز العصبي المركزي. يعرف علماء طب الروماتيزم هذه المتلازمة وفق مضمون «التحسس المركزي» وهو زيادة في الاستجابة الدماغية لمحفز طبيعي في ظل غياب أية اضطرابات عضلية أو في المفاصل والنسيج الضام. في المقابل يرى أطباء النفس الفيبرومالغيا على أنه اضطراب وجداني عاطفي، أما أخصائي الطب النفسي الجسدي فيرونه على أنه اضطراب جسدي الشكل. بالرغم من هذا، يوجد العديد من الأدلة البحثية القوية التي تدعم فكرة المنشأ العصبي للعرض الأساسي في هذه المتلازمة وهو الألم. هذا الجدل يمتد كذلك إلى المرضى الذين غالبًا ما يعترضون على وصف الفيبرومالغيا بأنه مرض جسدي فقط.
يعد تصنيف الفيبرومالغيا على أنه مرض سريري مستقل فريد من نوعه مسألة حامية للنزاع والخلاف وذلك بسبب عدم وجود فواصل محددة تفرق بين متلازمة الفيبرومالغيا، متلازمة التعب المزمن، متلازمة القولون المتهيج، أو الصداع المتكرر العضلي المزمن. بسبب هذا التداخل المعتبر، اقترح بعض الباحثون تصنيف الفيبرومالغيا وغيرها من المتلازمات ذات الأعراض المتداخلة على أنها متلازمات وظيفية جسدية لبعض الأسباب.

## البحث
من الأدوية البحثية: الكابنابينويد ومناهض مستقبل 5-HT3 تروبيسيترون. فشلت دراسة مراقبة للغايفنسين في اعتماده كعلاج للفيبرومالغيا حيث لم يظهر أية تحسن. يستعمل أيضًا الكيرسيتين وهو فلافونويد، منتج طبيعي ذا خواص دوائية حيث يعمل كمضاد للالتهاب بالإضافة إلى قدرته على تثبيط الخلايا البدينة. أثبت بحث تمهيدي حول النالتريكسون بجرعات منخفضة للغاية فعاليته بتخفيف أعراض الفيبرومالغيا بأكثر من 30% في دراسة تمهيدية صغيرة تتضمن عينة من عشرة نساء. نالتريكسون، وهو مناهض لأفيونيات المفعول حيث يعمل بجرعات منخفضة لتثبيط الخلايا الدبقية الصغيرة وبالتالي تخفيف السيتوكينات الالتهابية والأكسيد الفائق السام للعصب.